# Andre Kinney
Andre Jamal Kinney (15 aprile 1989) è un attore statunitense noto per il suo ruolo ricorrente in Hannah Montana come Cooper, amico di Jackson Stewart.

## Filmografia

### Televisione
- Cold Case - Delitti irrisolti (Cold Case) - serie TV, episodio 3x06 (2005)

## Doppiatori italiani
Nelle versioni in italiano delle opere in cui ha recitato, Andre Kinney è stato doppiato da:
- Flavio Aquilone in Cold Case - Delitti irrisolti

Da doppiatore, è stato sostituito da:
- Alessandro Campaiola ne La famiglia Proud: più forte e orgogliosa